# Woodlawn Heights
Woodlawn Heights és una població dels Estats Units a l'estat d'Indiana. Segons el cens del 2000 tenia 73 habitants.

## Demografia
Segons el cens del 2000, Woodlawn Heights tenia 73 habitants, 33 habitatges, i 26 famílies. La densitat de població era de 234,9 habitants/km².
Dels 33 habitatges en un 18,2% hi vivien nens de menys de 18 anys, en un 81,8% hi vivien parelles casades, en un 0% dones solteres, i en un 18,2% no eren unitats familiars. En el 15,2% dels habitatges hi vivien persones soles el 6,1% de les quals corresponia a persones de 65 anys o més que vivien soles. El nombre mitjà de persones vivint en cada habitatge era de 2,21 i el nombre mitjà de persones que vivien en cada família era de 2,44.
Per edats la població es repartia de la següent manera: un 12,3% tenia menys de 18 anys, un 2,7% entre 18 i 24, un 12,3% entre 25 i 44, un 50,7% de 45 a 60 i un 21,9% 65 anys o més.
L'edat mediana era de 54 anys. Per cada 100 dones de 18 o més anys hi havia 88,2 homes.
La renda mediana per habitatge era de 111.324 $ i la renda mediana per família de 151.837 $. Els homes tenien una renda mediana de 0 $ mentre que les dones 48.438 $. La renda per capita de la població era de 66.385 $. Cap de les famílies i el 5,7% de la població estaven per davall del llindar de pobresa.

## Poblacions més properes
El següent diagrama mostra les poblacions més properes.